# بیله‌ور
بیله‌ور (به لاتین: Biləvər) یک منطقه مسکونی در جمهوری آذربایجان است که در شهرستان لریک واقع شده‌است. بیله‌ور ۶۸۸ نفر جمعیت دارد.

## ریشه واژه
بیل در زبان تالشی یعنی باتلاق یا مرداب و ور یعنی زمین یا سمت و معنای کلی آن به‌صورت زمین باتلاقی است.

## جمعیت
بیله‌ور ۴۲۰ نفر جمعیت دارد.

## جغرافیا
دهیاری بیله‌ور شامل روستاهای بیله‌ور، ککونو و آسیاب‌دره است.